# Qualificazioni al campionato mondiale femminile di calcio 2015 - UEFA - Play-off
I Play-off delle qualificazioni al campionato mondiale femminile di calcio 2015 del girone UEFA vennero disputate per determinare l'accesso dell'ottava e ultima nazionale di calcio femminile associata alla Union of European Football Associations alla fase finale del Campionato mondiale di Canada 2015.

## Formato
Dopo la conclusione della fase a gironi, per determinare l'ultima partecipante al Campionato mondiale FIFA le quattro nazionali classificate con il miglior risultato contro la prima, terza, quarta e quinta squadra nei loro rispettivi gruppi hanno affrontato un torneo con il formato del girone all'italiana.
Per ogni minitorneo di play-off, la squadra che ha segnato più gol in aggregato sulle due partite ha accesso alla finale. Se il punteggio complessivo è risultato in parità, si applica la regola dei gol in trasferta, ovvero la squadra che ha segnato più gol fuori casa nei due incontri disputati. Se anche le reti in trasferta erano uguali, si sarebbero disputati dei tempi supplementari di 30 minuti, suddivisi in due tempi da 15 minuti ciascuno. La regola dei gol in trasferta è stata nuovamente applicata dopo un tempo supplementare, vale a dire, se ci sono gol segnati in tempo supplementare e il punteggio complessivo risultava ancora in parità, la squadra di casa ha avanzato in virtù delle reti aggiuntive segnate. Se al termine dei supplementari non fosse ancora stata segnata alcuna rete la qualificazione si sarebbe decisa ai tiri di rigore.

### Raffronto tra le seconde classificate
Le partite contro la squadra giunta sesta in ogni gruppo non sono incluse in questa classifica. Di conseguenza, sono otto le partite conteggiate tra quelle giocate da ciascuna squadra ai fini della seconda tabella.
La classifica delle seconde classificate è determinata dai seguenti parametri in questo ordine:
1. Maggior numero di punti
2. Differenza reti
3. Maggior numero di reti segnate
4. Maggior numero di reti segnate in trasferta
5. Posizione nel sistema di classificazione del coefficiente UEFA per nazionali femminili;

| Gr. | Squadra     | Pt | G | V | N | P | GF | GS | DR  |
| --- | ----------- | -- | - | - | - | - | -- | -- | --- |
| 5   | Paesi Bassi | 19 | 8 | 6 | 1 | 1 | 30 | 6  | +24 |
| 2   | Italia      | 19 | 8 | 6 | 1 | 1 | 22 | 5  | +17 |
| 4   | Scozia      | 18 | 8 | 6 | 0 | 2 | 21 | 6  | +15 |
| 6   | Ucraina     | 16 | 8 | 5 | 1 | 2 | 23 | 8  | +15 |
| 1   | Russia      | 16 | 8 | 5 | 1 | 2 | 14 | 17 | -3  |
| 7   | Austria     | 15 | 8 | 5 | 0 | 3 | 21 | 13 | +8  |
| 3   | Islanda     | 13 | 8 | 4 | 1 | 3 | 16 | 9  | +7  |

## Sorteggio
I sorteggi si sono tenuti a Nylon, Svizzera, il 23 settembre 2014, alle 14:00 CEST.

### Testa di serie
Nel sorteggio per i play-off, le nazionali sono state selezionate come testa di serie in base al loro coefficiente UEFA (mostrato tra parentesi).
| Testa di serie             | Non testa di serie       |
| -------------------------- | ------------------------ |
| Italia (6) Paesi Bassi (8) | Scozia (12) Ucraina (15) |

### Tabellone
|  | Semifinali  | Semifinali  | Semifinali | Semifinali | Semifinali |  |  | Finale      | Finale      | Finale | Finale | Finale |  |
|  |             |             |            |            |            |  |  |             |             |        |        |        |  |
|  | Scozia      | Scozia      | 1          | 0          | 1          |  |  |             |             |        |        |        |  |
|  | Paesi Bassi | Paesi Bassi | 2          | 2          | 4          |  |  | Paesi Bassi | Paesi Bassi | 1      | 2      | 3      |  |
|  | Italia      | Italia      | 2          | 2          | 4          |  |  | Italia      | Italia      | 1      | 1      | 2      |  |
|  | Ucraina     | Ucraina     | 1          | 2          | 3          |  |  |             |             |        |        |        |  |

## Risultati

### Semifinali
| Squadra 1 | Totale | Squadra 2   | Andata | Ritorno |
| --------- | ------ | ----------- | ------ | ------- |
| Scozia    | 1 – 4  | Paesi Bassi | 1 – 2  | 0 – 2   |
| Italia    | 4 – 3  | Ucraina     | 2 – 1  | 2 – 2   |

#### Andata
| Arbitro: | Jana Adámková |

|                             |           |                 |
| Cernoia 1’ Gabbiadini 45+1’ | Marcatori | 34’ Apanaščenko |

| Arbitro: | Kateryna Monzul' |

|                   |           |                              |
| Little 49’ (rig.) | Marcatori | 10’ Martens 23’ (rig.) Melis |

##### Ritorno
| Arbitro: | Efthalia Mitsi |

|                 |           |                           |
| Djatel 26’, 47’ | Marcatori | 55’ Gabbiadini 79’ Panico |

| Arbitro: | Esther Staubli |

|                       |           |  |
| Martens 51’ Melis 77’ | Marcatori |  |

### Finale
| Squadra 1   | Totale | Squadra 2 | Andata | Ritorno |
| ----------- | ------ | --------- | ------ | ------- |
| Paesi Bassi | 3 – 2  | Italia    | 1 – 1  | 2 – 1   |

#### Andata
| Arbitro: | Teodora Albon |

|             |           |                |
| Miedema 54’ | Marcatori | 19’ Gabbiadini |

#### Ritorno
| Arbitro: | Bibiana Steinhaus |

|                          |           |                 |
| Van der Gragt 53’ (aut.) | Marcatori | 9’, 43’ Miedema |

## Statistiche

### Classifica marcatrici
3 reti
- Melania Gabbiadini
- Vivianne Miedema

2 reti
- Lieke Martens

- Manon Melis (1 rig.)

- Vira Djatel

1 rete
- Valentina Cernoia
- Patrizia Panico

- Kim Little (1 rig.)

- Daryna Apanaščenko

Autoreti
- Stefanie van der Gragt (a favore dell'Italia)